# La Blanca
La Blanca és una concentració de població designada pel cens dels Estats Units a l'estat de Texas. Segons el cens del 2000 tenia 2.351 habitants.

## Demografia
Segons el cens del 2000, La Blanca tenia 2.351 habitants, 548 habitatges, i 522 famílies. La densitat de població era de 218,7 habitants/km².
Dels 548 habitatges en un 66,8% hi vivien nens de menys de 18 anys, en un 78,1% hi vivien parelles casades, en un 14,4% dones solteres, i en un 4,7% no eren unitats familiars. En el 3,8% dels habitatges hi vivien persones soles l'1,5% de les quals corresponia a persones de 65 anys o més que vivien soles. El nombre mitjà de persones vivint en cada habitatge era de 4,29 i el nombre mitjà de persones que vivien en cada família era de 4,41.
Per edats la població es repartia de la següent manera: un 40,7% tenia menys de 18 anys, un 11,8% entre 18 i 24, un 29% entre 25 i 44, un 14,2% de 45 a 60 i un 4,2% 65 anys o més.
L'edat mediana era de 23 anys. Per cada 100 dones de 18 o més anys hi havia 89,8 homes.
La renda mediana per habitatge era de 21.688 $ i la renda mediana per família de 22.063 $. Els homes tenien una renda mediana de 17.841 $ mentre que les dones 11.846 $. La renda per capita de la població era de 6.421 $. Aproximadament el 35,3% de les famílies i el 38,6% de la població estaven per davall del llindar de pobresa.

## Poblacions més properes
El següent diagrama mostra les poblacions més properes.